# Zbigniew Ziemba
Zbigniew Jan Ziemba (ur. 22 czerwca 1976 w Piotrkowie Trybunalskim) – polski samorządowiec, nauczyciel i działacz partyjny, w latach 2006–2011 wicestarosta piotrkowski, w latach 2018–2024 wicemarszałek województwa łódzkiego.

## Życiorys
Syn Jana i Jadwigi. Z wykształcenia i zawodu jest nauczycielem historii. Absolwent I Liceum Ogólnokształcącego im. Bolesława Chrobrego w Piotrkowie Trybunalskim. W 2000 ukończył studia dzienne magisterskie na kierunku historia na Wydziale Filologiczno-Historycznym Wyższej Szkoły Pedagogicznej w Częstochowie oraz studia licencjackie w zakresie poradnictwa zawodowego i pośrednictwa pracy na tej uczelni. Ukończył studia podyplomowe w Wyższej Szkole Gospodarstwa Krajowego oraz studia podyplomowe z zarządzania na Wydziale Zarządzania Akademii Ekonomicznej w Katowicach. 
Pracował jako dyrektor Zespołu Szkolno-Gimnazjalnego w Woli Krzysztoporskiej. Długoletni współpracownik środowisk kombatanckich min. Związkiem Kombatantów RP i Byłych Więźniów Politycznych i Światowego Związku Żołnierzy Armii Krajowej, Związku Byłych Żołnierzy KWP (odznaczony Medalem „Pro Memoria”, Złotym Krzyżem KWP i medalem Za Zasługi dla Związku Kombatantów RP i Byłych Więźniów Politycznych). W 2017 został zaproponowany na stanowisko wiceprezesa ds. technicznych w Przedsiębiorstwie Energetyki Cieplnej w Bełchatowie, jednak nominacja została zablokowana przez władze PEC.
Od 2004 działa w Prawie i Sprawiedliwości (pełniąc wiele funkcji i realizując powierzone zadania, m.in. jako członek Zarządu Okręgu nr 10, obecnie kieruje strukturami partii w powiecie piotrkowskim jako przewodniczący komitetu), w 2015 został sekretarzem komitetu terenowego partii w Piotrkowie Trybunalskim w miejsce Bartłomieja Misiewicza. Uchodzi za bliskiego współpracownika Antoniego Macierewicza. Kandydował w wyborach samorządowych do Rady Powiatu w Piotrkowie Trybunalskim w 2006, 2010 i 2014 (każdorazowo uzyskując mandat). W radzie powiatu był członkiem komisji: rewizyjnej, rolnictwa i rozwoju wsi oraz oświaty i ochrony zdrowia. Od 2006 jest członkiem NSZZ „Solidarność”.
W 2018 uzyskał mandat radnego sejmiku łódzkiego VI kadencji (z wynikiem 30 021 głosów). 22 listopada tego roku powołany na stanowisko wicemarszałka województwa łódzkiego. W 2019 bez powodzenia kandydował do Sejmu.
Prywatnie jest pasjonatem historii lokalnej. Jest autorem artykułów i książek opisujących przeszłość Ziemi Piotrkowskiej (m.in.: Socjaliści w piotrkowskim magistracie: działacze Polskiej Partii Socjalistycznej w samorządzie miejskim Piotrkowa Trybunalskiego w latach 1919–1939, Piotrków Trybunalski: Naukowe Wydawnictwo Piotrkowskie przy Filii Uniwersytetu Humanistyczno-Przyrodniczego Jana Kochanowskiego, 2010, ISBN 978-83-7726-004-3, ostatnio wydana: Ojczyzna to pamięć, Wydawnictwo WITKM, Kraków 2018, ISBN 978-83-7869-387-1.